# Кандило
Кандило (от латински: candela, „свещ“, през гр. κανδήλα) е обредно пособие, малък съд във формата на стъклена или порцеланова чашка, пълна с течна мазнина – олио, зехтин или лой и плуващ фитил, с помощта на който мазнината изгаря. Когато зехтинът е осветен (напр. чрез молитва), се нарича елей. Тялото на кандилото е метално или комбинация от метал и порцелан. Чашката с мазнината се поставя в специално направен отвор в основното тяло. Кандилата могат да бъдат висящи, със синджирчета, съединени в горната част, или настолни, обикновено на висока поставка.
Използва се широко в православните храмове и в домашния молитвен живот на вярващите християни. Кандилото е светилник, който се поставя пред икони в знак на почит. В някои храмове то се поставя и пред изображенията на покойници. Запалването на кандило има значението едновременно на молитва и на жертвоприношение. Мазнината в кандилото означава усърдието на вярващите и е символ на Божията милост към тях. Кандилата в храма се палят по време на богослужение, а някои от тях горят непрекъснато.
Думата кандило не бива да се бърка с кадило (кадилница) – прибор в православното богослужение и християнския бит за принасяне на кадилна жертва – тамян, смесен с благоухания.